# 田辺しおり
田辺 しおり（たなべ しおり）は、日本の尺八奏者。東京都出身。桐朋学園芸術短期大学日本音楽尺八科非常勤講師。
和楽器ユニットのNADESHIKO J ENSEMBLEリーダー、また5人の女性尺八奏者で構成される尺八プロジェクトのBamboo Flute Orchestra、藤原道山プロデュースによる尺八アンサンプル・風雅竹韻のメンバーでもある。

## プロフィール
3歳頃よりピアノを始め、小学生になって箏を習い始める。尺八は、高校1年生の時に父・田辺頌山の教室に同年代の女子生徒を見かけたことから興味を持ち、父の手ほどきを受けて始めた。その後、本格的に東京芸術大学入学を目指し藤原道山に師事。
高校3年生の時に第16回全国高校生邦楽コンクール第2位（岡山後楽園ロータリークラブ賞）（尺八部門第1位）を受賞。
東京芸術大学音楽学部卒業、同大学院音楽研究科修了。在学中に都山流尺八楽会准師範試験首席登第。卒業後に同師範試験首席登第、師範名は恵山（けいざん）。NHK邦楽オーディション合格。
NHKワールド『NHK NEWS LINE』のオープニング曲参加。2004年より文化庁文化芸術による子供の育成事業、東京都文化発信プログラムに講師として参加。『10th Anniversaryコンサート「讃」-SAN-』（藤原道山）、『江戸信吾作品集　久遠の大地』（江戸信吾）のCDに参加。
和楽器ユニットのNADESHIKO J ENSEMBLE（ナデシコ・ジェイ・アンサンブル）リーダー。2018年には尺八奏者5人組のBamboo Flute Orchestraでセカンドアルバム『尺八Classic』をリリース。同年11月6日にアルバム『尺八Classic』の収録曲「Jupiter」のミュージックビデオがリリースされた。

## ディスコグラフィ
NADESHIKO J ENSEMBLE − 伊藤江里菜（箏）、渡部祐子（十七絃）とのトリオ
- Nocturne~あなたを想ふとき~ (2018)

Team J CLASSIC ORCHESTRA − AUN J CLASSIC ORCHESTRAを中心とする和楽器グループ
- 和楽器で盆踊り (2017)
- 和楽器でアニソン (2018)

Bamboo Flute Orchestra − 辻本好美ら女性尺八奏者5人組ユニット
- 尺八Classic (2018)

藤原道山
- 10th Anniversaryコンサート「讃-SAN-」 (2011)
- 風雅竹韻／藤原道山尺八アンサンブル (2018)

Jazztronik − 野崎良太が主催するプロジェクト
- 飛鶴/Hizuru (2018)

## メディア出演

### TV
- エンター・ザ・ミュージック / BSテレ東 (2019年4月6日)
- 題名のない音楽会 / テレビ朝日 (2021年1月23日) [10]
- クイズ・ドレミファドン!2023冬ドラマ＆新番組の豪華出演者が激突！新春3時間SPの放送情報 / フジテレビ (2023年1月5日) [11]

### 雑誌
- 東京カレンダー no.231 2020年10月号 [3]